# Renato Blanco
Renato Raúl Blanco Zúñiga (4 de diciembre de 1984) es un futbolista guatemalteco que juega como defensa, lo puede hacer como lateral, marcador o central. Actualmente juega para CSD Municipal de la Liga Nacional de Guatemala.

## Trayectoria
Renato Blanco hizo su debut oficial con el CSD Municipal en un clásico contra el CSD Comunicaciones en el cual el DT. Ever Hugo Almeida lo hace debutar como lateral derecho. Militó en Deportivo Mixco de la Primera división de Guatemala, así como en el ya desaparecido equipo Xinabajul, mientras estos estaban en la Liga mayo guatemalteca. Actualmente juega en Antigua GFC, equipo de primera división de Guatemala

## Clubes
| Club          | País      | Año           |
| ------------- | --------- | ------------- |
| CSD Municipal | Guatemala | 2002-presente |

- Datos: Q6105388